# Campionati europei di hockey su pista 1938
Il Campionato europeo di hockey su pista 1938 (in inglese 1938 Rink Hockey European Championship) è stata l'undicesima edizione della massima competizione europea per le rappresentative di hockey su pista maschili maggiori e fu organizzata dalla Fédération Internationale de Roller Sports. La competizione si svolse dal 26 al 30 maggio 1938 ad Anversa in Belgio.  
La vittoria finale è andata alla nazionale dell'Inghilterra che si è aggiudicata il torneo per l'undiceisma volta nella sua storia.

## Formula
Il campionato europeo 1938 vide la partecipazione di sette nazionali europee. La manifestazione fu organizzata tramite un girone all'italiana con gare di sola andata; erano assegnati due punti per l'incontro vinto, un punto a testa per l'incontro pareggiato e zero la sconfitta. Al termine del torneo la squadra prima classificata venne proclamata campione d'Europa.

## Squadre partecipanti
| Pr. | Squadra     | Partecipazioni precedenti al torneo                             |
| --- | ----------- | --------------------------------------------------------------- |
| 1   | Belgio      | 10 (1926, 1927, 1928, 1929, 1930, 1931, 1932, 1934, 1936, 1937) |
| 2   | Francia     | 10 (1926, 1927, 1928, 1929, 1930, 1931, 1932, 1934, 1936, 1937) |
| 3   | Germania    | 10 (1926, 1927, 1928, 1929, 1930, 1931, 1932, 1934, 1936, 1937) |
| 4   | Inghilterra | 10 (1926, 1927, 1928, 1929, 1930, 1931, 1932, 1934, 1936, 1937) |
| 5   | Italia      | 8 (1926, 1927, 1928, 1929, 1931, 1934, 1936, 1937)              |
| 6   | Portogallo  | 5 (1930, 1931, 1932, 1936, 1937)                                |
| 7   | Svizzera    | 10 (1926, 1927, 1928, 1929, 1930, 1931, 1932, 1934, 1936, 1937) |

Nota bene: nella sezione "partecipazioni precedenti al torneo" le date in grassetto indicano la squadra che ha vinto quell'edizione del torneo mentre le partecipazioni in corsivo indicano quando il torneo era parte integrante del campionato mondiale

## Svolgimento del torneo

### Classifica
| Pos | Squadra     | Pt | G | V | N | P | GF | GS | DG  |
| --- | ----------- | -- | - | - | - | - | -- | -- | --- |
| 1.  | Inghilterra | 11 | 6 | 5 | 1 | 0 | 24 | 7  | +17 |
| 2.  | Italia      | 9  | 6 | 3 | 3 | 0 | 12 | 7  | +5  |
| 3.  | Belgio      | 7  | 6 | 3 | 1 | 2 | 16 | 12 | +4  |
| 4.  | Portogallo  | 6  | 6 | 3 | 0 | 3 | 13 | 11 | +2  |
| 5.  | Germania    | 4  | 6 | 1 | 2 | 3 | 12 | 18 | -6  |
| 6.  | Svizzera    | 3  | 6 | 1 | 1 | 4 | 10 | 20 | -10 |
| 7.  | Francia     | 2  | 6 | 1 | 0 | 5 | 9  | 21 | -12 |

### Risultati
| Anversa 26 maggio 1938 | Germania | 0 – 6 | Inghilterra |  |

| Anversa 26 maggio 1938 | Belgio | 3 – 2 | Portogallo |  |

| Anversa 26 maggio 1938 | Belgio | 4 – 2 | Svizzera |  |

| Anversa 26 maggio 1938 | Francia | 1 – 3 | Italia |  |

| Anversa 26 maggio 1938 | Inghilterra | 6 – 1 | Svizzera |  |

| Anversa 26 maggio 1938 | Italia | 3 – 1 | Portogallo |  |

| Anversa 27 maggio 1938 | Germania | 1 – 3 | Portogallo |  |

| Anversa 27 maggio 1938 | Belgio | 4 – 0 | Francia |  |

| Anversa 27 maggio 1938 | Francia | 6 – 3 | Svizzera |  |

| Anversa 27 maggio 1938 | Inghilterra | 3 – 0 | Portogallo |  |

| Anversa 27 maggio 1938 | Italia | 0 – 0 | Svizzera |  |

| Anversa 28 maggio 1938 | Germania | 3 – 3 | Belgio |  |

| Anversa 28 maggio 1938 | Germania | 2 – 2 | Italia |  |

| Anversa 28 maggio 1938 | Belgio | 2 – 4 | Inghilterra |  |

| Anversa 28 maggio 1938 | Francia | 0 – 5 | Portogallo |  |

| Anversa 28 maggio 1938 | Inghilterra | 3 – 3 | Italia |  |

| Anversa 28 maggio 1938 | Portogallo | 2 – 1 | Svizzera |  |

| Anversa 29 maggio 1938 | Germania | 4 – 1 | Francia |  |

| Anversa 29 maggio 1938 | Germania | 2 – 3 | Svizzera |  |

| Anversa 29 maggio 1938 | Belgio | 0 – 1 | Italia |  |

| Anversa 29 maggio 1938 | Francia | 1 – 2 | Inghilterra |  |